# 長野県を舞台とした作品一覧
長野県を舞台とした作品一覧（ながのけんをぶたいとしたさくひんいちらん）では、長野県内をモチーフあるいはロケーション撮影地にした小説、映画、アニメーション、テレビドラマ等を記述する。

## 文芸
- 赤川次郎『杉原爽香シリーズ「群青色のカンバス」「琥珀色のダイアリー」』
- 朱白あおい『乃木若葉は勇者である』
- 芥川龍之介『河童』
- 浅田次郎『一路』
- 梓林太郎『紫門一鬼シリーズ』『道原伝吉シリーズ』
- 安澄加奈『願いの神さま』
- 阿智太郎『血吸村へようこそ』『僕の血を吸わないで』『僕にお月様を見せないで』
- 綾辻行人『霧越邸殺人事件』
- 綾野ことこ『ツルネ -風舞高校弓道部-』
- 鮎川哲也『白の恐怖』
- 有島武郎『凱旋』
- 有栖川有栖『月光ゲーム Yの悲劇'88』
- 池波正太郎『真田騒動』『真田太平記』
- 石川真介『不連続線』：上田市畑山『信州飯田殺人奔流』『シンデレラ名古屋嬢殺人事件』：伊那市～松本城～梓湖
- 泉鏡花『眉かくしの霊』
- 五木寛之『親鸞』
- 井出孫六『日本百名峠』
- 井上靖『氷壁』『風林火山』
- 臼井吉見『安曇野』
- 内田康夫『信濃のコロンボシリーズ』『浅見光彦シリーズ、軽井沢殺人事件』等
- 遠藤武文『プリズン・トリック』
- 大崎梢『晩夏に捧ぐ』
- 大澤めぐみ『6番線に春は来る。そして今日、君はいなくなる。』：松本市
- 太田蘭三『餓鬼岳の殺意』『脱獄山脈』『木曽駒に幽霊茸を見た』『殺意の北八ヶ岳』
- 大谷羊太郎『信州諏訪湖殺人事件』『信州千曲川殺意の旅情』
- 小川由秋『木曽義仲』『真田幸隆』『山形昌影』
- 荻原規子『RDG レッドデータガール』：戸隠
- 荻原秀夫『信州路殺人特急』『木曽路殺人特急』『信濃・甲州路殺人旅行』
- 海音寺潮五郎『真田幸村』
- 神永学『心霊探偵 八雲』
- 川端康成『牧歌』
- 河邉徹『蛍と月の真ん中で』
- 貴志祐介『雀蜂』:八ヶ岳
- 北杜夫『どくとるマンボウ青春記』
- 北林一光『ファントム・ピークス』『サイレント・ブラッド』
- きむらけん『鉛筆部隊と特攻隊[1]』『特攻隊と（松本）褶曲山脈[2]』『忘れられた特攻隊[3]』
- 木本正次『黒部の太陽』
- 京極夏彦『陰摩羅鬼の瑕』
- 草川隆『L特急あずさの殺人』『急行アルプス82号の殺人』『信州伊那谷殺人事件』
- 窪美澄『たゆたうひかり』
- 久美沙織『ブルー』
- 久米正雄『月よりの使者』
- 黒野伸一『限界集落株式会社』
- 小池真理子『恋』：軽井沢町[4]『モンローが死んだ日』
- 木谷恭介『宮之原昌幸シリーズ「信濃いにしえ殺人画集」「信濃いにしえ殺人事件」「信濃塩田平殺人事件」「信濃塩の道殺人事件」』
- 斎藤栄『日本リゾート殺人事権』『信濃路殺人事件』
- 嵯峨島昭『白い華燭』
- 佐藤春夫『女人焚死』
- 島崎藤村『千曲川のスケッチ』『破戒』『夜明け前』
- 角谷敏夫『刑務所の中の中学校』
- 蘇部健一『長野・上越新幹線四時間三十分の壁』
- 高嶋哲夫『ミッドナイト・イーグル』
- 太宰治『八十八夜』
- 田中澄江『花の百名山』
- 田中芳樹『薬師寺涼子の怪奇事件簿「霧の訪問者」』
- 田部井健次『軽井沢を守った人々 浅間山米軍演習地反対運動の思い出』
- 玉村豊男『隠居志願』『軽井沢うまいもの暮らし』
- 田山花袋『重右衛門の最期』
- 辻村深月『オーダーメイド殺人クラブ』
- 土屋隆夫『千草検事シリーズ』『天狗の面』
- 津村秀介『白樺湖殺人事件』『上高地・芦ノ湖殺人事件』『諏訪湖殺人事件』
- 富田常雄『猿飛佐助』『巴御前』
- 豊田巧『僕は君たちほどうまく時刻表をめくれない』
- 内藤了『猟奇犯罪捜査班・藤堂比奈子シリーズ』
- 長井彬『奥穂高殺人事件』『殺人路・上高地』『槍ヶ岳殺人行』
- 中津文彦『あずさ松本殺人事件』『しなの千曲川殺人事件』
- 中町信『奥信濃殺人事件』『信州・小諸殺人行』
- 中山七里『人面層探偵』
- 南木佳士『阿弥陀堂だより』
- 夏川草介『神様のカルテ』『勿忘草の咲く街で』
- 二階堂黎人『水乃サトルシリーズ「軽井沢マジック」』『聖アウスラ修道院の惨劇』
- 西村京太郎『十津川警部シリーズ「消えたタンカー」「志賀高原殺人事件」』
- 西村寿行『妖獣の村』
- 新田次郎『霧の子孫たち』『聖職の碑』『武田勝頼』『武田信玄』『槍ヶ岳開山』『鷲ケ峰物語』『岸壁の掟』『劒岳 点の記』
- 野上弥生子『迷路』
- 野沢尚『眠れぬ夜を抱いて』：清澄（架空の地名）
- 馳星周『沈黙の森』『神奈備』『蒼き山領』
- 原田マハ『生きるぼくら』
- 半村良『戸隠伝説』
- 東野圭吾『疾風ロンド』『白馬山荘殺人事件』
- 樋口京輔『黒姫伝説殺人事件』
- 火坂雅志『真田三代』
- 姫野カオルコ『リアル・シンデレラ』:諏訪市
- 広山義慶『信濃路連続殺人事件』『千曲川殺人事件』
- 深沢七郎『楢山節考』
- 深田久弥『日本百名山』
- 深谷忠記『壮＆美緒シリーズ「信州・奥多摩殺人ライン」』
- 藤田宜永『燃ゆる樹影』
- 藤原てい『流れる星は生きている』
- 堀辰雄『風立ちぬ』『聖家族』『菜穂子』『ふるさとびと』『ルウベンスの偽画』
- 本城英明『信州・松本城殺人事件』
- 松本清張『熱い絹』『影の地帯』『湖底の光芒』『たづたづし』『歯止め』『眼の壁』
- 三島由紀夫『愛の疾走』
- 水上勉『有明物語』：安曇野市
- 水原佐保『青春俳句講座 初桜』：小諸市
- 湊かなえ『山女日記』『リバース』
- 宮本輝『月光の東』
- 安川茂雄『日本アルプス山人伝』『山への祈り』
- 山岡淳一郎『風と土のカルテ南相木村診療所長色平哲郎の軌跡』
- 山口香『信州・伊那殺人渓谷』『信州高遠殺意の怪』
- 山口理『風のカケラ』
- 山本茂実『あゝ野麦峠』
- 横溝正史『犬神家の一族』『仮面舞踏会』『霧の山荘』『香水心中』『真珠郎』『大迷宮』『廃園の鬼』『不死蝶』
- 夕木春央『方舟』
- 吉川英治『宮本武蔵』
- 吉村達也『朝比奈耕作シリーズ「風吹村の惨劇」』
- 吉行淳之介『湖への旅』
- 米澤穂信『追想五断章』
- 隆慶一郎『捨て童子・松平忠輝』
- 和久峻三『赤かぶ検事シリーズ「信州あんずの里殺人事件」』

## 映画

### 実写映画
- あゝ、荒野：茅野市
- 愛染かつら：富士見町
- 愛欲温泉 美肌のぬめり：山ノ内町（角間温泉）
- 紅い襷〜富岡製糸工場物語〜：長野市松代町（旧横田家住宅）
- 悪は存在しない：富士見町、原村
- 冒険者カミカゼ -ADVENTURER KAMIKAZE-：ストーリーの中心となる舞台が霧ヶ峰[5]
- アドレナリンドライブ：蓼科高原
- あの頃、君を追いかけた（日本版）：松本市、塩尻市、岡谷市、下諏訪町、富士見町、伊那市
- あの電燈：上田市、長野市、諏訪市
- 阿弥陀堂だより：飯山市
- アモーレの鐘：美ヶ原高原
- アラヤシキの住人たち：小谷村
- アントキノイノチ：岡谷市
- イカロスと息子：上田市
- イキガミ：岡谷市
- 一遍上人
- 犬神家の一族：上田市、大町市
- いま、会いにゆきます：諏訪地域、辰野町、塩尻市、松本市
- 医す者として
- いらっしゃいませ、患者さま。：松本市
- うさぎ追いし - 山極勝三郎物語 -：上田市
- 永遠の0：諏訪市
- エキストランド：上田市
- 逢瀬：上田市
- 大奥
- 大鹿村騒動記：大鹿村
- おかあさんの木：上田市
- 男はつらいよ 噂の寅次郎：木曽町
- 男はつらいよ 寅次郎あじさいの恋：大町市
- 男はつらいよ 寅次郎サラダ記念日：小諸市、松本市
- 男はつらいよ 寅次郎純情詩集：上田市
- 男はつらいよ 寅次郎ハイビスカスの花：軽井沢町
- 男はつらいよ 寅次郎夢枕：塩尻市
- ALWAYS 三丁目の夕日'64：伊那市、松本市
- orange -オレンジ-：松本市、塩尻市
- 母べえ：飯田市
- 怪物：諏訪市、岡谷市、富士見町、下諏訪町
- 帰らざる日々：飯田市
- かくしごと：伊那市
- 隠し砦の三悪人 THE LAST PRINCESS：諏訪市
- 岳：松本市
- 『風花』かざはな：長野市
- 風立ちぬ（1954年）：軽井沢町
- 風立ちぬ（1976年）：軽井沢町
- 学校をつくろう：長野市（文武学校横田家住宅）
- 火天の城：木曽郡上松町（赤沢自然休養林）
- 鐘の鳴る丘：安曇野
- カミカゼ野郎 真昼の決斗：八方尾根
- 神様のカルテ：松本市、安曇野市
- ガメラ 大怪獣空中決戦：木曽郡
- カーリングの神様：御代田町
- 彼のオートバイ彼女の島：碓氷峠
- GAMBA ガンバと仲間たち：上田市
- きさらぎ駅：上田市
- 逆位置のバラッド：諏訪市、富士見町
- 清須会議：長野市（松代城）
- 銀色のシーズン：白馬村
- キングダム2 遥かなる大地へ：富士見町
- 金メダル男：塩尻市
- 空の境界：長野市（アクアウィングほか）
- くじらのまち：上田市
- 砕け散るところを見せてあげる：諏訪市、茅野市、原村
- 首：富士見町
- 蜘蛛の糸：長野市、千曲市
- 雲のむこう、約束の場所：旧西塩田小学校
- 海月姫：長野市
- 長編サッカードキュメンタリー映画 クラシコ：長野市、松本市
- 黒崎くんの言いなりになんてならない：諏訪市
- 黒部の太陽：大町市
- 高原に列車が走った：佐久地方
- 高台家の人々：安曇野市
- 焦がれる鼓動：上田市
- 凍える鏡：長野市
- 午後の遺言状：茅野市
- 心：蓼科高原
- ゴジラ-1.0：岡谷市
- こむぎいろの天使 すがれ追い：伊那市、駒ヶ根市、上伊那郡
- 咲-Saki-：安曇野市、塩尻市、茅野市
- サクラサク：下諏訪町
- サマーウォーズ：上田市
- サムライフ：上田市
- さようなら：霧ヶ峰
- さよなら、クロ：松本市
- サヨナラまでの30分：松本市、塩尻市、上田市、長野市、安曇野市、茅野市
- さらば あぶない刑事：諏訪市
- 三大怪獣 地球最大の決戦：松本市
- 幸せの太鼓を響かせて〜INCLUSION〜
- 4月の君、スピカ。：千曲市
- 鹿の国：諏訪地域
- 疾風ロンド：野沢温泉村
- 実録・日本赤軍 あさま山荘への道程
- 忍びの国：安曇野市、富士見町
- 手裏剣戦隊ニンニンジャー THE MOVIE 恐竜殿さまアッパレ忍法帖!：上田市
- 少年期：諏訪市、岡谷市
- 白ゆき姫殺人事件：茅野市、富士見町、諏訪市
- スウィングガールズ：モデルの一つ。
- 過ぐる日のやまねこ：上田市
- ステキな金縛り：高遠町
- 青天の霹靂：上田市
- 関ヶ原：富士見町
- 蟬しぐれ：長野市（文武学校）
- 戦国自衛隊
- ソロモンの偽証：諏訪市
- 台風クラブ：佐久市
- 大本営最後の指令
- 太陽とボレロ：松本市、安曇野市、塩尻市、軽井沢町
- たそがれ清兵衛：上田市
- 卓球温泉：上田市
- 蓼科の四季：茅野市
- たとえ世界が終わっても：上田市
- 旅猫リポート：茅野市
- タロット探偵ボブ西田：諏訪市、岡谷市、下諏訪町
- 地域をつむぐ
- 父ありき：上田市[6]
- 散り椿：長野市（真田邸、文武学校）
- 月はどっちに出ている：塩尻市
- 月よりの使者：富士見町
- 土を喰らう十二ヵ月：白馬村
- テルマエ・ロマエⅡ：諏訪市、松本市
- 転校生-さよなら あなた-（2007年リメイク版）：長野市[7]
- 天と地と
- 峠 最後のサムライ：長野市
- 透子のセカイ：千曲市
- 尖石遺跡：茅野市
- 突入せよ! あさま山荘事件：軽井沢町
- 殿、利息でござる!：長野市（真田邸、文武学校、松代城、加賀井温泉）、松本市
- トラック野郎・熱風5000キロ：木曽地域、安曇野地域、長野市
- ナナとカオル 第2章：上田市
- 楢山節考 1958年、木下惠介監督。
- 楢山節考 1983年、今村昌平監督
- 日本沈没
- 日本の黒い夏─冤罪：松本市
- ぬくもりの内側：飯綱町
- ネガティブハッピー・チェーンソーエッヂ：長野市（アクアウィング）
- 農民とともに
- 野菊の如き君なりき：長野市
- 俳優 亀岡拓次：下諏訪町、諏訪市、茅野市、伊那市
- 博士の愛した数式：小諸市、上田市、千曲市
- 橋
- バースデーカード：諏訪地域
- 裸足で鳴らしてみせろ：諏訪市、岡谷市
- 花のあと：長野市（文武学校）
- パーフェクトワールド 君といる奇跡：諏訪市
- はやぶさ 遥かなる帰還：佐久市、上田市
- バンクーバーの朝日：諏訪市
- ヒキタさん! ご懐妊ですよ：岡谷市
- 蜩ノ記：長野市（文武学校）
- ひぐらしのなく頃に：伊那市、諏訪市
- 羊のうた：須坂市、長野市、上田市、木島平村
- ヒノマルソウル〜舞台裏の英雄たち〜：白馬村
- 百花：諏訪市
- Beauty うつくしいもの：大鹿村
- 病院はきらいだ
- ひるなかの流星：富士見町
- ファーストキス 1ST KISS：茅野市
- 笛吹川：長野市
- 風来坊探偵 赤い谷の惨劇：浅間山[8]
- 風林火山：長野市
- Fukushima 50：諏訪市、下諏訪町
- ペルセポネーの泪：千曲市
- 望郷の鐘 満蒙開拓団の落日：阿智村
- ほかいびと～伊那の井月～
- 僕だけがいない街：岡谷市、伊那市、箕輪町、宮田村
- 僕たちの高原ホテル：富士見町
- ぼっちゃん：佐久市
- ホテルコパン：白馬村、長野市、上田市
- 本能：茅野市
- 松ヶ根乱射事件：茅野市、富士見町、諏訪市ほか
- 松代大本営
- マリア様がみてる：上田市
- ミッドナイト・イーグル：大町市
- 実りゆく：松川町
- ミロクローゼ：諏訪市
- 無言館
- もしもし、詐欺ですけど：上田市
- 模倣犯：富士見町
- 約束のネバーランド：茅野市、富士見町
- 野性の証明：上田市、須坂市
- 山桜：長野市（文武学校）
- 雪のコンチェルト：白馬村、志賀高原
- ゆずり葉の頃：軽井沢町
- 夢：安曇野市
- ゆれる：栄村
- よあけの焚き火：蓼科高原
- 夜明けの街で：富士見町
- 八日目の蝉：富士見町
- 容疑者Xの献身：白馬八方尾根スキー場
- 横道世之介：岡谷市
- 喜びも悲しみも幾歳月：長野市
- 楽園：駒ヶ根市
- ラストゲーム 最後の早慶戦：上田市、長野市
- ラブストーリーを君に：松本市、安曇野市、軽井沢町
- Love Letter：南佐久郡
- ルパンの奇巌城
- るろうに剣心 京都大火編 / 伝説の最期編：上田市、長野市
- 流浪の月：松本市、大町市、安曇野市、長野市
- 聯合艦隊司令長官 山本五十六：諏訪市
- 64-ロクヨン-：長野市
- ロストケア：諏訪市、岡谷市、茅野市、下諏訪町、伊那市
- ロックよ、静かに流れよ：松本市、安曇野市
- わが母の記：軽井沢町
- 私をスキーに連れてって：志賀高原
- 私は貝になりたい：上田市

### アニメ映画
- 蒼い記憶 満蒙開拓と少年たち（1993年）
- 映画ざんねんないきもの事典（2022年）：安曇野市が舞台の一つ。
- 風立ちぬ（2013年）：軽井沢町、富士見町（富士見高原病院）
- 雲のむこう、約束の場所（2004年）：旧西塩田小学校
- サマーウォーズ（2009年）：上田市
- 星を追う子ども（2011年）
- 名探偵コナン 隻眼の残像（2025年）

## テレビドラマ（放送局別）

### NHK
- アシガール
- エール
- おかえりモネ
- おシャシャのシャン!
- おひさま：安曇野
- おんな城主 直虎
- 鎌倉殿の13人
- かりん：諏訪地方
- 麒麟がくる
- グレースの履歴
- 軍師官兵衛
- 江〜姫たちの戦国〜
- 坂の上の雲
- 真田太平記
- 真田丸
- 精霊の守り人
- 平清盛
- 武田信玄
- 旅屋おかえり
- つばさ
- 照子と瑠衣
- 天地人
- 天と地と
- ビターシュガー
- ピンぼけの家族
- 風林火山
- ブギウギ
- 水色の時：松本市
- 源義経
- 宮本武蔵
- 武蔵 MUSASHI
- 武蔵坊弁慶
- 山女日記
- 義経
- 楽園のつくりかた

### 日本テレビ系
- ウチの夫は仕事ができない
- 偽装の夫婦
- ギャルサー
- 金田一少年の事件簿
- クレッシェンドで進め：松本市
- サムライ・ハイスクール
- さよならぼくたちのようちえん
- シェアハウスの恋人
- 地味にスゴイ!校閲ガール・河野悦子
- 男水!：長野市（アクアウィング）
- ハルモニア この愛の涯て
- 風林火山
- 火垂るの墓
- 本家のヨメ
- 無言館
- 有閑倶楽部（2007年の連続ドラマ）
- 横浜心中
- ロマンス（讀賣テレビ）

### TBS系
- あいくるしい
- 青い鳥
- 浅見光彦〜最終章〜
- あの日の僕をさがして：安曇野市
- 荒ぶる季節の乙女どもよ。
- 横溝正史シリーズ・犬神家の一族
- いま、会いにゆきます：諏訪郡、松本市
- ウルトラマンダイナ：松本市
- 桜蘭高校ホスト部
- オー!マイ・ボス!恋は別冊で
- 思えば遠くへ来たもんだ
- 温泉へGo!：阿智村
- 怪奇大作戦
- 帰ってきたウルトラマン 第27話「この一発で地獄へ行け!」：松本市
- カルテット：軽井沢町
- 歸國：上田市
- 北信濃絶唱
- キッズウォー（CBC）
- 99年の愛〜JAPANESE AMERICANS〜
- 嫌われ松子の一生
- 恋：軽井沢町[9]
- 高原へいらっしゃい
- 高校教師
- 咲-Saki-
- サマーレスキュー〜天空の診療所〜
- Gメン'75：架空の町・黒谷町を舞台とした「黒谷町シリーズ」
- 信濃のコロンボ事件ファイル
- 死幣-DEATH CASH-
- 獣医ドリトル
- JIN-仁- 完結編：長野市松代町
- 砂時計
- タイガー&ドラゴン
- 誰かが私を愛してる
- テセウスの船
- 鉄板少女アカネ!!
- 特急田中3号
- とんび
- ナポレオンの村
- 南極大陸
- 毒島ゆり子のせきらら日記：長野市（全話使用レギュラー物件として旧長野県庁舎）
- 塀の中の中学校：松本市
- ママハハ・ブギ
- 真夜中の雨
- めぐり逢い
- 水戸黄門
- 湯けむりバスツアー 桜庭さやかの事件簿
- 世直し公務員ザ・公証人：上田市
- リバース
- 碌山の恋：荻原碌山

### フジテレビ系
- 赤い糸の女
- 悪女たちのメス
- 悪党
- アルジャーノンに花束を
- 稲垣吾郎の金田一耕助シリーズ・犬神家の一族
- 加藤シゲアキの金田一耕助シリーズ・犬神家の一族
- ウォーターボーイズ
- Oh,My Dad!!
- 鍵のかかった部屋
- 男と女のミステリー『上諏訪殺人ルート』
- ガリレオ
- 監察医 朝顔
- 君は空を見てるか
- 刑事・鳴沢了シリーズ
- 外科医 鳩村周五郎
- 恋人よ
- ゴーイング マイ ホーム
- 桜坂近辺物語
- 実録犯罪史シリーズ『最期のドライブ』
- 知ってるワイフ
- ジュニア・愛の関係
- スタア誕生
- 絶対零度
- 空から降る一億の星
- それでも、生きてゆく
- 黄昏流星群〜人生折り返し、恋をした〜
- CHANGE
- 妻よ! 松本サリン事件犯人と呼ばれて…家族を守り抜いた15年：松本市
- 東京湾景
- 流れ星
- 信長協奏曲
- 白線流し：松本市
- 裸の大将放浪記
- ハッピーバースデー 命かがやく瞬間
- 花の鎖：長野市
- ハニー・トラップ
- パフェちっく!：長野市戸隠牧場、信濃町古間駅
- はるちゃん5（東海テレビ制作の連続シリーズ）：松本市
- ビーチボーイズ
- ブザー・ビート〜崖っぷちのヒーロー〜
- プライド：長野市（ビッグハット）
- 古畑任三郎
- ホーム&アウェイ
- 僕だけのマドンナ
- マウンテンドクター
- 元彼の遺言状
- LIAR GAME
- ラストクリスマス
- らせん
- ラブジェネレーション
- リーガル・ハイ

### テレビ朝日系
- 愛と死をみつめて
- 相棒
- アイムホーム
- イグアナの娘
- エースをねらえ!
- 帰ってきた時効警察
- 家族〜妻の不在・夫の存在〜
- 仮面ライダークウガ：長野市、九郎ヶ岳（架空の地名）
- 仮面ライダー響鬼
- 仮面ライダー剣
- 終着駅シリーズ
- 天装戦隊ゴセイジャー
- 電池が切れるまで：安曇野市
- ドクターX〜外科医・大門未知子〜
- TRICK3
- 忍者返し水の城 宇都宮釣り天井の謎[10]
- はぐれ刑事純情派：松本市
- はみだし刑事情熱系：軽井沢町、松本市、安曇野市、大町市
- 秘密
- 風林火山
- がんばらない（2001年西田敏行主演）：茅野市
- Destiny：松本市、諏訪市、高遠町

### テレビ東京系
- 田舎で暮らそうよ
- 神様のカルテ
- 軽井沢駐在犬日誌
- 監察医・篠宮葉月 死体は語る
- 信濃のコロンボ事件ファイル
- 信州山岳刑事 道原伝吉：安曇野市
- 人生最高の贈りもの：安曇野市
- 諏訪のスゴ腕警察医：諏訪市
- 空飛ぶりぼん
- トミカヒーロー レスキューフォース
- 日本ボロ宿紀行
- 破獄
- 病院の治しかた〜ドクター有原の挑戦〜
- モテキ
- 勇者ヨシヒコと導かれし七人：長野市（第10話の天空城が旧県庁舎内での撮影）
- 湯けむりドクター華岡万里子の温泉事件簿
- ゆるキャン△

### 独立局
- 佐原先生と土岐くん（2023年、毎日放送）
- ドラマ 鉄道むすめ〜Girls be ambitious!〜（2008年 - 2009年、東名阪ネット6）

### WOWOW
- 鵜頭川村事件
- カッコウの卵は誰のもの
- 宿命
- short cut
- 贖罪
- 推定有罪
- 地の塩
- 山のトムさん

## その他のテレビ番組
- クッキンアイドル アイ!マイ!まいん!「冬のおいしいもの探し!!」（2012年1月、NHK教育）
- たんけんぼくのまち（NHK教育）：諏訪市（1984年 - 1985年）、岡谷市（1990年）
- にっぽん百名山（NHKBS）
- プロジェクトX「あさま山荘 衝撃の鉄球作戦」（NHK総合）

## インターネットテレビドラマ（配信サイト別）

### AbemaTV
- 僕だけが17歳の世界で（2020年）：諏訪地方

### Amazonプライム･ビデオ
- 日本をゆっくり走ってみたよ～あの娘のために日本一周～（2017年 - 2018年）：長野市（荒倉キャンプ場）
- はぴまり〜Happy Marriage!?〜（2016年）：軽井沢町

### Hulu
- CROW'S BLOOD（2016年）：上田市（菅平高原プチホテル、ゾンタックほか）
- でぶせん（2016年）：高山村（七味温泉ホテル渓山亭）

## その他の配信番組

### Amazonプライム・ビデオ
- バチェラー・ジャパン（2018年）：軽井沢町

### Netflix
- テラスハウス（2018年 - 2019年）：軽井沢町

## 漫画
- 愛と誠（梶原一騎、ながやす巧）
- 悪魔くん（水木しげる）
- あんずちゃん（田中しょう）
- 頭文字D（しげの秀一）：碓氷峠
- いのちの器（上原きみ子）
- エスパー魔美（藤子・F・不二雄）：八ヶ岳ほか
- orange（高野苺）：松本市
- 岳 みんなの山（石塚真一）
- 河童の三平（水木しげる）：山中村（架空の地名）
- 人形草紙あやつり左近（写楽麿、小畑健）
- 軽井沢シンドローム（たがみよしひさ）
  - 軽井沢シンドロームSPROUT（たがみよしひさ）：「軽井沢シンドローム」の続編にあたり共通の舞台。
- キーチ!!（新井英樹）：松本市（第40話から。7巻の巻末に「協力・松本市」。）
- 京四郎（樋田和彦）：上田市、軽井沢町
- 金田一少年の事件簿（天樹征丸、金成陽三郎、さとうふみや）：軽井沢ほか
- クローズ（髙橋ヒロシ）：松本市（物語の舞台となる街のモデル）
  - WORST（高橋ヒロシ）：「クローズ」の続編にあたり共通の舞台。
- けいさつのおにーさん（からけみ）：長野市（長野中央警察署）
- けっこう仮面（永井豪）
  - まぼろしパンティ（永井豪）：「けっこう仮面」の姉妹作品。
- ゲッターロボサーガ（永井豪、石川賢）
  - ゲッターロボ：浅間山（物語の舞台となる早乙女研究所の所在地）
  - 偽書ゲッターロボ ダークネス（西川秀明）：「ゲッターロボ」の派生作品。
- げんしけん（木尾士目）
- 極黒のブリュンヒルデ（岡本倫）
- 古代戦士ハニワット（武富健治）
- 咲-Saki-（小林立）
- JA 〜女子によるアグリカルチャー〜（鳴見なる、唐花見コウ）：小川村
- 遮那王義経（沢田ひろふみ）
- 職業・殺し屋。（西川秀明）
- ズクたん（西沢まもる）
- すくらっぷ・ブック（小山田いく）
- 捨て童子 松平忠輝（横山光輝）
- スノードルフィン（有森丈時、大石知哉）
- スロウスタート（篤見唯子）
- 戦国ARMORS（榊ショウタ）
- 宙のまにまに（柏原麻実）
- 探偵学園Q（天樹征丸、さとうふみや）
- ちいさなジェンダー（段丹枝子）
- 鉄子の旅（菊池直恵）
- 鉄人28号（横山光輝）
- 天の血脈（安彦良和）：諏訪市
- 桃源暗鬼（漆原侑来）：松本市
- 長門有希ちゃんの消失（谷川流、ぷよ）：長野市（善光寺ほか）
- 隠の王（鎌谷悠希）
- 逃げ上手の若君（松井優征）：諏訪地方、信濃国
- ノノノノ（岡本倫）
- パーフェクトワールド（有賀リエ）
- はじめてのあく（藤木俊）
- ハチの子リサちゃん（伊藤理佐）
- ハチミツとクローバー（羽海野チカ）：安曇野地域
- はつきあい（カザマアヤミ）：上諏訪
- ひかり!出発進行（水井麻紀子）：千曲市
- 氷壁の達人（神田たけ志）
- FATALIZER（小林立）
- BLOODY MONDAY（龍門諒、恵広史）
- BRAVE10（霜月かいり）
- 北斗ちゃんの七つ星（北側寒囲、ネツマイカ）
- 僕のヒーローアカデミア（堀越耕平）：雄英高校合宿所（単行本9巻）
- マッスル・リターンズ（ゆでたまご）：南信地方（南アルプス付近）
- マリア様がみてる（今野緒雪）：軽井沢ほか
- まるごと・杏樹学園（天津冴）
- まんなかのりっくん（土塚理弘）
- 南鎌倉高校女子自転車部（松本規之）：木崎湖
- 名探偵コナン（青山剛昌）：軽井沢、長野県警察本部、川中島古戦場、妻女山、千曲川ほか
- 女神のカフェテラス（瀬尾公治）：白馬村
- ヤマノススメ（しろ）：霧ヶ峰ほか
- ゆきつぼのちいさいころ（ゆきつぼ）
- ゆるキャン△（あfろ）：塩尻市（高ボッチ高原）、駒ヶ根市（光前寺）、上伊那郡中川村（陣馬形山キャンプ場）、諏訪市ほか
- 生存 LifE（福本伸行、かわぐちかいじ）
- ろんぐらいだぁす!（三宅大志）：渋峠、軽井沢、安曇野ほか
- わらびちゃん（一色こうき）

## テレビアニメ
- あの夏で待ってる（2012年）：小諸市
- オコジョとヤマネ[11]（2018年、原作：たかむらすずな「いたちーずワンダーランド」）
- おねがい☆ティーチャー（2002年）：大町市（木崎湖周辺。続編共に学校は旧制松本高校を使用。）
  - おねがい☆ツインズ（2003年）：「おねがい☆ティーチャー」の続編にあたり共通の舞台。
- orange（2016年）：松本市
- 究極超人あ〜る（1991年、OVA作品）：上伊那郡（田切駅）、飯田市（Ωカーブでの「下山ダッシュ」）
- 金田一少年の事件簿
- 極黒のブリュンヒルデ（2014年）：松本市ほか
- 咲-Saki-（2009年）
- ジェネレイターガウル（1998年）：物語の舞台である研究学園都市が佐久市にあるという設定。
- SHIROBAKO（2014年 - 2015年）：上高地ほか（第13話）
- 新幹線変形ロボ シンカリオン（2018年 - 2019年）：長野市（長野駅周辺）
- 新世紀エヴァンゲリオン（1995年 - 1996年）：松本市、長野市松代町、軽井沢町
- スロウスタート（2018年）：軽井沢町
- 世紀末オカルト学院（2010年）：長野市松代町
- Turkey!（2025年）：千曲市、長野市（アピナボウル長野篠ノ井店）、上田市
- ツルネ -風舞高校弓道部-（2018年）：長野市
- トランスフォーマー 超神マスターフォース（1988年 - 1989年）
- 日々は過ぎれど飯うまし（2025年）： 駒ヶ根市
- BLOOD-C（2011年）：諏訪湖付近
- 名探偵コナン
- ゆるキャン△（2018年）：塩尻市（高ボッチ高原）、駒ヶ根市（光前寺）、上伊那郡中川村（陣馬形山キャンプ場）、諏訪市ほか
- よみがえる空 -RESCUE WINGS-（2006年）：松本市
- ろんぐらいだぁす!（2016年）：渋峠、安曇野ほか
- わんおふ -one off-（2012年、OVA作品）：飯田市[12]

## ゲーム
- あねいも2 〜Second Stage〜（boot UP!）：諏訪湖周辺
- アマカノ（あざらしそふと）
- KAIDO-峠の伝説-（元気）
- 顔のない月（ROOT／オービット）
  - 桃華月憚（ROOT／オービット）：「顔のない月」の続編にあたり共通の舞台。
- かまいたちの夜（チュンソフト）：白馬村
- ガラスの運命（アイデス）：志賀高原
- 軽井沢誘拐案内（エニックス）
- 季節を抱きしめて（ソニー・コンピュータエンタテインメント）
- Campus 〜桜の舞う中で〜（エーテル）
- クレナイノツキ（ALcotハニカム）：本編冒頭の主人公の独白によれば信州にある架空の村「曲木村」が舞台[信頼性要検証]。
- サキガケ⇒ジェネレーション!（クロシェット）：野尻湖[13] 。
- 水夏弐律（CIRCUS）：戸隠神社（長野市）などがモデル[要出典]。駅前はさいたま市の大宮駅。
- 大正もののけ異聞録（ガスト）
- 12RIVEN -the Ψcliminal of integral-（サイバーフロント）
- 東方Project（上海アリス幻樂団）：作中の舞台である幻想郷の構想には、作者の地元である長野県をモチーフにしている。
- 夏空のペルセウス（minori）
- なつぽち（ALcot）：諏訪市（上諏訪駅、諏訪湖ほか）[要出典]
- ハイパーオリンピック イン ナガノ（コナミ）
- 果てしなく青い、この空の下で…。（TOPCAT）
- はるのあしおと（minori）
- Re-Leaf（C's ware）

## 楽曲
県歌については「信濃の国」を、県内の各市町村が定める公的な市町村歌については長野県の市町村歌一覧を参照。
- 愛と死をみつめて（青山和子）：信濃路
- あずさ2号（狩人）
- 安曇野（原田悠里）
- 安曇野の雨（原田悠里）
- 安曇節（民謡）
- アルプス一万尺（東京少年少女合唱隊、原曲：ヤンキードゥードゥル）
- 伊那節（民謡）
- 朧月夜（唱歌）
- 軽井沢コネクション（荻野目洋子）：軽井沢
- 軽井沢ホテル（さだまさし）：軽井沢
- 傷だらけの軽井沢（ブレッド&バター）：軽井沢
- 木曽路の女（原田悠里）：木曽谷
- 木曽の女（北島三郎）：木曽谷
- 木曽は山の中（葛城ユキ）：木曽谷
- 木曽節（民謡）
- 北風小僧の寒太郎（堺正章と東京放送児童合唱団、北島三郎とひばり児童合唱団）：松原湖高原
- 北信濃絶唱（野路由紀子）：信濃
- 休日（Dragon Ash）：諏訪湖
- コスモス街道（狩人）：国道147号
- 小諸情歌（大川栄策）：小諸市
- SHARE 瞳の中のヒーロー（杏里）
- 信濃路梓川（森昌子）：梓川
- 信濃路ひとり（原田悠里）：長野県
- 信濃の国 上田（さくらゆき）：上田市
- 信州のうた（Gendy）
- 諏訪の御神渡り（葵かを里）：諏訪湖
- 早春賦（唱歌）：安曇野
- 高遠 さくら路（水森かおり）：伊那市
- 千曲川（五木ひろし）：千曲川
- ちょいときまぐれ渡り鳥（氷川きよし）：小諸市、軽井沢
- 月よりの使者（竹山逸郎・藤原亮子）：諏訪郡富士見町
- 天竜峡（水森かおり）：天竜峡
- とんがり帽子（川田正子）：安曇野市
- 野尻湖ひとり（水森かおり）：野尻湖
- 白馬山麓（狩人）：白馬村
- 避暑地の恋（チェリッシュ）：軽井沢
- Fancy drive（西田エリ）
- 故郷（唱歌）
- 女鳥羽川（大木綾子）：松本市

（中部地方のご当地ソング一覧#長野県も参照のこと）

## ラジオドラマ
- タイムスリップ川中島（NHK-FM、青春アドベンチャー）
- ディス・イズ・ザ・デイ（NHK-FM、青春アドベンチャー）
- 春を背負って（NHK-AM、新日曜名作座）
- ユーフォーリア 私の幸福感（NHK-FM、FMシアター）

## 絵画
- 浅間山（梅原龍三郎）
- 蓼科山（田村一男）
- 緑響く（東山魁夷）

## その他
- 大鹿歌舞伎
- 黒姫伝説
- 本朝廿四孝
- 続膝栗毛
- 早太郎
- 平家物語
- 紅葉狩
- swing,sing